# فرانسس باربر
فرانسس باربر (انگلیسی: Frances Barber؛ زادهٔ ۱۳ مهٔ ۱۹۵۷) یک بازیگر اهل بریتانیا است.
از فیلم‌ها یا برنامه‌های تلویزیونی که وی در آن نقش داشته‌است، می‌توان به آقای هولمز، مبلغ مذهبی، شب دوازدهم، فانلند، قصه‌گو، عکاسی از پریان، کتاب‌فروشی، ایگوانای آبی و آرزوهای بزرگ اشاره کرد.